# تشمة بن (تشلاو)
تشمة بن (بالفارسية: چمه‌بن) هي قرية تقع في إيران في مازندران. يقدر عدد سكانها بـ 65 نسمة .